# (400393) 2008 AG62
(400393) 2008 AG62 es un asteroide perteneciente al cinturón de asteroides descubierto el 11 de enero de 2008 por el equipo del Mount Lemmon Survey desde el Observatorio del Monte Lemmon, Arizona, Estados Unidos.

## Designación y nombre
Designado provisionalmente como 2008 AG62.

## Características orbitales
2008 AG62 está situado a una distancia media del Sol de 2,427 ua, pudiendo alejarse hasta 2,751 ua y acercarse hasta 2,104 ua. Su excentricidad es 0,133 y la inclinación orbital 5,112 grados. Emplea 1381,70 días en completar una órbita alrededor del Sol.

## Características físicas
La magnitud absoluta de 2008 AG62 es 17,2. 